# Beta Herculis
Beta Herculis (Beta Her, β Herculis / 27 Herculis) conosciuta anche con il nome tradizionale di Kornephoros, è la stella più brillante della costellazione di Ercole. Viene anche chiamata con il nome di Rutilico. Di magnitudine apparente +2,78, dista 148 anni luce dal sistema solare.

## Osservazione
Grazie alla sua posizione non fortemente boreale, può essere osservata dalla gran parte delle regioni della Terra, sebbene gli osservatori dell'emisfero nord siano più avvantaggiati. Nei pressi del circolo polare artico appare circumpolare, mentre resta sempre invisibile solo in prossimità dell'Antartide. La sua magnitudine apparente, di circa +2,78, le permette di essere facilmente individuata anche da centri urbani di dimensioni medie.
Il periodo migliore per la sua osservazione nel cielo serale ricade nei mesi compresi fra maggio e settembre; da entrambi gli emisferi il periodo di visibilità rimane indicativamente lo stesso, grazie alla posizione della stella non lontana dall'equatore celeste.

## Caratteristiche fisiche
La stella è una gigante gialla di tipo spettrale G7III con una massa del triplo o poco più di quella solare. Il raggio è 17 volte quello del Sole ed emette 175 volte più luce; la velocità radiale negativa indica che la stella si sta avvicinando al sistema solare.
Nel 1908 si osservò che la stella era una binaria spettroscopica, che era cioè possibile dedurre che si trattava di una doppia tramite analisi spettroscopica, poiché la separazione tra le due componenti non permetteva la risoluzione visuale delle due stelle. Nel 1977, all'osservatorio di Monte Palomar fu possibile risolvere le due componenti tramite la tecnica dello speckle imaging. Nel 2005, analizzando i dati del satellite Hipparcos venne calcolato il periodo orbitale delle due componenti, che risultò essere di 410 giorni. Non è ben conosciuta la secondaria, si presume solamente che sia una stella con una massa pari al 90% di quella del Sole.
La stella emana una significativa quantità di raggi X, che implica la presenza di attività magnetica. Possiede un'età stimata in circa 440 milioni di anni, e ha iniziato la sua vita come una calda stella bianco-azzurra di sequenza principale, simile a Zubeneschamali (β librae).
Il suo diametro è circa 20 volte quello solare, e possiede una metallicità inferiore rispetto al Sole, circa il 54 %.

## Etimologia
Il nome Kornephoros deriva dalla lingua greca e significa portatore del randello. Questa stella è anche chiamata Rutilicus, nome condiviso con Zeta Herculis. Rutilicus  deriva da rutellum, che a sua volta è diminutivo di rutrum, uno strumento tagliente usato nell'Antica Roma, che Ercole portava con sé nelle prime rappresentazioni.